# The Best of Bruce Dickinson
Albums de Bruce Dickinson
Scream for Me Brazil
(1999) Tyranny of Souls
(2005)
The Best of Bruce Dickinson est une compilation réalisée en 2001 par Bruce Dickinson. Deux versions existent, une version simple et une double CD contenant un disque bonus. Le sceau du démon Astaroth est représenté sur la pochette.
Le premier disque est une sélection de chansons de ses différents albums solos plus deux chansons inédites : Broken et Silver Wings. Le disque bonus contient des chansons plus rares et moins connues. Elles sont, pour la plupart, issues des faces B. La chanson The Voice of Crube est une explication de certains titres par Bruce Dickinson (« Crube » étant une anagramme de « Bruce »).

## Liste des morceaux

### Disque 1
1. Broken (Dickinson, Z) – 4:00
2. Tattooed Millionaire (Dickinson, Gers) – 4:25
3. Laughing in the Hiding Bush [live] (Dickinson, Dickson, Z) – 4:09
4. Tears of the Dragon (Dickinson) – 6:19
5. The Tower (Dickinson, Z) – 4:43
6. Born in '58 (Dickinson, Gers) – 3:36
7. Accident of Birth (Dickinson, Z) – 4:28
8. Silver Wings (Dickinson, Z) – 4:16
9. Darkside of Aquarius (Dickinson, Z) – 6:50
10. Chemical Wedding (Dickinson, Z) – 4:05
11. Back from the Edge (Dickinson, Dickson) – 4:16
12. Road to Hell (Dickinson, Smith) – 3:58
13. Book of Thel [live] (Casillas, Dickinson, Z) – 8:27

### Disque 2
1. Bring Your Daughter... to the Slaughter (Dickinson) – 5:00
2. Darkness Be My Friend (Dickinson) – 2:00
3. Wicker Man (Version 1997) (Dickinson, Roy Z) – 4:40
4. Real World (Dickinson, Z) – 3:55
5. Acoustic Song (Dickinson, Z) – 4:23
6. No Way Out... Continued (Baker, Crichton, Dickinson) – 5:18
7. Midnight Jam (Dickinson, Smith, Z) – 5:11
8. Man of Sorrows (Dickinson) – 5:15
9. Ballad of Mutt (Dickinson, Gers) – 3:33
10. Re-Entry (Dickinson, Dickson) – 4:03
11. I'm in a Band With an Italian Drummer (Dale) – 3:52
12. Jerusalem [live] (Dickinson, Z) – 6:43
13. The Voice of Crube – 13:45
14. Dracula (D.Siviter, P.Siviter) – 3:45

## Composition du groupe
- Bruce Dickinson - chant
- Roy Z - guitare, piano, mellotron
- Adrian Smith - guitare
- Janick Gers - guitare
- Eddie "Cheddar" Casillas - basse
- Alex Dickson - guitare
- Andi Carr - basse
- Chris Dale - basse
- Doug Vanbooven - percussion
- Fabio del Rio - batterie
- Alessandro Elena - batterie
- Dickie Fliszar - batterie
- Dave Ingraham - batterie
- Phil Siviter - batterie (sur Dracula)
- Doug Siviter - basse (sur Dracula)
- Baz Eardley - guitare (sur Dracula)